# Junioren-Badmintonasienmeisterschaft
Juniorenasienmeisterschaften im Badminton sind die kontinentalen Titelkämpfe des Badminton-Nachwuchses der Altersklasse U19 in Asien. Sie finden offiziell seit 1997 jährlich statt. In den 1970er Jahren wurden inoffizielle Titelkämpfe ausgetragen. In den 1960er Jahren wurden parallel zu den Meisterschaften der Erwachsenen auch Meister bei den Junioren ermittelt.

## Austragungsorte
| Jahr | Edition           | Stadt             | Land              | Disziplinen       |
| ---- | ----------------- | ----------------- | ----------------- | ----------------- |
| 1997 | 1                 | Manila (1)        | Philippinen (1)   | 7                 |
| 1998 | 2                 | Kuala Lumpur (1)  | Malaysia (1)      | 7                 |
| 1999 | 3                 | Rangun (1)        | Myanmar (1)       | 7                 |
| 2000 | 4                 | Kyōto (1)         | Japan (1)         | 7                 |
| 2001 | 5                 | Taipeh (1)        | Taiwan (1)        | 7                 |
| 2002 | 6                 | Kuala Lumpur (2)  | Malaysia (2)      | 7                 |
| 2003 | nicht ausgetragen | nicht ausgetragen | nicht ausgetragen | nicht ausgetragen |
| 2004 | 7                 | Hwacheon (1)      | Südkorea (1)      | 7                 |
| 2005 | 8                 | Jakarta (1)       | Indonesien (1)    | 7                 |
| 2006 | 9                 | Kuala Lumpur (3)  | Malaysia (3)      | 6                 |
| 2007 | 10                | Kuala Lumpur (4)  | Malaysia (4)      | 6                 |
| 2008 | 11                | Kuala Lumpur (5)  | Malaysia (5)      | 6                 |
| 2009 | 12                | Kuala Lumpur (6)  | Malaysia (6)      | 6                 |
| 2010 | 13                | Kuala Lumpur (7)  | Malaysia (7)      | 6                 |
| 2011 | 14                | Lucknow (1)       | Indien (1)        | 6                 |

| Jahr      | Edition           | Stadt                 | Land                    | Disziplinen       |
| --------- | ----------------- | --------------------- | ----------------------- | ----------------- |
| 2012      | 15                | Gimcheon (1)          | Südkorea (2)            | 6                 |
| 2013      | 16                | Kota Kinabalu (1)     | Malaysia (8)            | 6                 |
| 2014      | 17                | Taipeh (2)            | Taiwan (2)              | 6                 |
| 2015      | 18                | Bangkok (1)           | Thailand (1)            | 6                 |
| 2016      | 19                | Bangkok (1)           | Thailand (2)            | 6                 |
| 2017      | 20                | Tangerang Selatan (2) | Indonesien (2)          | 6                 |
| 2018      | 21                | Tangerang Selatan (3) | Indonesien (3)          | 6                 |
| 2019      | 22                | Suzhou (1)            | Volksrepublik China (1) | 6                 |
| 2020 2022 | nicht ausgetragen | nicht ausgetragen     | nicht ausgetragen       | nicht ausgetragen |
| 2023      | 23                | Yogyakarta (1)        | Indonesien (4)          | 6                 |
| 2024      | 24                | Yogyakarta (2)        | Indonesien (5)          | 6                 |

## Die Einzelmeister
| Saison    | Herreneinzel       | Dameneinzel             | Herrendoppel                          | Damendoppel                              | Mixed                                                |
| --------- | ------------------ | ----------------------- | ------------------------------------- | ---------------------------------------- | ---------------------------------------------------- |
| 1962      | Nana Sutisna       | Kok Lee Ying            | Punch Gunalan Ong Sin Hwa             | Kok Lee Ying Annie Keong                 | nicht ausgetragen                                    |
| 1976      | Chen Tienlung      | Li Tingyin              | Bobby Ertanto Rudy Dendeng            | Li Tingyin Han Aiping                    | nicht ausgetragen                                    |
| 1997      | Taufik Hidayat     | Yang Wei                | Chan Chong Ming Jeremy Gan            | Yang Wei Gao Ling                        | Cheng Rui Gao Ling                                   |
| 1998      | Chien Yu-hsiu      | Hu Ting                 | Chan Chong Ming Teo Kok Seng          | Gong Ruina Huang Sui                     | Jiang Shan Huang Sui                                 |
| 1999      | Xiao Li            | Hu Ting                 | Sang Yang Chen Yu                     | Xie Xingfang Zhang Jiewen                | Hendri Kurniawan Saputra Eny Erlangga                |
| 2000      | Lin Dan            | Yu Jin                  | Sang Yang Zheng Bo                    | Zhang Yawen Wei Yili                     | Zheng Bo Wei Yili                                    |
| 2001      | Ardiansyah         | Jun Jae-youn            | Lee Jae-jin Hwang Ji-man              | Hwang Yu-mi Cho A Ra                     | Lee Jae-jin Hwang Yu-mi                              |
| 2002      | Park Sung-hwan     | Zhu Lin                 | Koo Kien Keat Ong Soon Hock           | Rong Lu Du Jing                          | Markis Kido Liliyana Natsir                          |
| 2003      | nicht ausgetragen  | nicht ausgetragen       | nicht ausgetragen                     | nicht ausgetragen                        | nicht ausgetragen                                    |
| 2004      | Chen Jin           | Jiang Yanjiao           | Jung Jung-young Lee Yong-dae          | Ding Jiao Zhao Yunlei                    | Shen Ye Feng Chen                                    |
| 2005      | Lu Qicheng         | Wang Lin                | Lee Yong-dae Cho Gun-woo              | Cheng Shu Liao Jingmei                   | Lee Yong-dae Ha Jung-eun                             |
| 2006      | Ken’ichi Tago      | Wang Yihan              | Lee Yong-dae Cho Gun-woo              | Ma Jin Wang Xiaoli                       | Lee Yong-dae Yoo Hyun-young                          |
| 2007      | Chen Long          | Liu Xin                 | Chai Biao Li Tian                     | Richi Puspita Dili Debby Susanto         | Tan Wee Kiong Woon Khe Wei                           |
| 2008      | Wang Zhengming     | Li Xuerui               | Mak Hee Chun Teo Kok Siang            | Xie Jing Zhong Qianxin                   | Zhang Nan Lu Lu                                      |
| 2009      | Tian Houwei        | Chen Xiaojia            | Angga Pratama Yohanes Rendy Sugiarto  | Tang Jinhua Xia Huan                     | Lu Kai Bao Yixin                                     |
| 2010      | Huang Yuxiang      | Suo Di                  | Kang Ji-wook Choi Seung-il            | Tang Jinhua Xia Huan                     | Liu Cheng Bao Yixin                                  |
| 2011      | Zulfadli Zulkiffli | Sun Yu                  | Lin Chia-yu Huang Po-jui              | Suci Rizky Andini Tiara Rosalia Nuraidah | Lukhi Apri Nugroho Ririn Amelia                      |
| 2012      | Kento Momota       | P. V. Sindhu            | Arya Maulana Aldiartama Edi Subaktiar | Shin Seung-chan Lee So-hee               | Choi Sol-gyu Chae Yoo-jung                           |
| 2013      | Soo Teck Zhi       | Aya Ohori               | Li Junhui Liu Yuchen                  | Huang Dongping Jia Yifan                 | Choi Sol-gyu Chae Yoo-jung                           |
| 2014      | Shi Yuqi           | Akane Yamaguchi         | Huang Kaixiang Zheng Siwei            | Chen Qingchen Jia Yifan                  | Huang Kaixiang Chen Qingchen                         |
| 2015      | Lin Guipu          | He Bingjiao             | He Jiting Zheng Siwei                 | Du Yue Li Yinhui                         | Zheng Siwei Chen Qingchen                            |
| 2016      | Sun Feixiang       | Chen Yufei              | Han Chengkai Zhou Haodong             | Du Yue Xu Ya                             | He Jiting Du Yue                                     |
| 2017      | Leong Jun Hao      | Han Yue                 | Di Zijian Wang Chang                  | Baek Ha-na Lee Yu-rim                    | Rehan Naufal Kusharjanto Siti Fadia Silva Ramadhanti |
| 2018      | Lakshya Sen        | Wang Zhiyi              | Di Zijian Wang Chang                  | Febriana Dwipuji Kusuma Ribka Sugiarto   | Guo Xinwa Liu Xuanxuan                               |
| 2019      | Kunlavut Vitidsarn | Zhou Meng               | Leo Rolly Carnando Daniel Marthin     | Li Yijing Luo Xumin                      | Leo Rolly Carnando Indah Cahya Sari Jamil            |
| 2020 2022 | nicht ausgetragen  | nicht ausgetragen       | nicht ausgetragen                     | nicht ausgetragen                        | nicht ausgetragen                                    |
| 2023      | Hu Zhean           | Mutiara Ayu Puspitasari | Ma Shang Zhu Yijun                    | Mei Sudo Nao Yamakita                    | Zhu Yijun Huang Kexin                                |
| 2024      | Hu Zhean           | Xu Wenjing              | Hu Keyuan Lin Xiangyi                 | Chen Fanshutian Liu Jiayue               | Lin Xiangyi Liu Yuanyuan                             |

## Mannschaften

### Männer- und Frauenmannschaften getrennt
| Jahr | Männer              | Frauen              |
| ---- | ------------------- | ------------------- |
| 1997 | Volksrepublik China | Volksrepublik China |
| 1998 | Volksrepublik China | Volksrepublik China |
| 1999 | Indonesien          | Volksrepublik China |
| 2000 | Volksrepublik China | Volksrepublik China |
| 2001 | Malaysia            | Südkorea            |
| 2002 | Indonesien          | Volksrepublik China |
| 2003 | nicht ausgetragen   | nicht ausgetragen   |
| 2004 | Volksrepublik China | Volksrepublik China |
| 2005 | Südkorea            | Volksrepublik China |

### Gemischte Mannschaften
- 2006:  Südkorea
- 2007:  Malaysia
- 2008:  Volksrepublik China
- 2009:  Malaysia
- 2010:  Volksrepublik China
- 2011:  Volksrepublik China
- 2012:  Japan
- 2013:  Volksrepublik China
- 2014:  Volksrepublik China
- 2015:  Volksrepublik China
- 2016:  Volksrepublik China
- 2017:  Südkorea
- 2018:  Volksrepublik China
- 2019:  Thailand
- 2023:  Japan
- 2024:  Volksrepublik China